# Rewind: '06-'13
Rewind: '06-'13 è la raccolta di Royal Frenz pubblicata il 1º gennaio 2014, per celebrare i primi 7 anni di carriera. Disponibile in free download sul sito ufficiale, contiene alcuni brani dei due precedenti album più qualche brano inedito ed in versione demo e live. Ha raggiunto i 3'000 download il 1º giugno 2014. 
Il disco viene presentato ufficialmente tramite #showroyal, uno showreel che contiene vari spezzoni dei video ufficiali e live.  

## Tracce
1. Dimmi... (feat. Ikaro)
2. Loro sono qui (feat. Havana Clab)
3. Wannabe (Your Everything) (feat. DJ S.I.D.)
4. Rewind? (feat. DJ S.I.D.)
5. Che vuoi da me
6. Eternamente tu (Demo version)
7. Innocents (feat. DJ S.I.D.)
8. Prendi la mia mano (Demo version)
9. 10 comandamenti
10. Billie Jean (feat. DJ S.I.D.) (versione acustica)
11. I'm Gonna Save Us (feat. DJ S.I.D.)
12. Noi contro il mondo (Demo version)
13. Cuore di Rubik
14. Irina
15. Mai andare via (feat. DMC)
16. Cielo
17. Appuntamento
18. Sex ain't love (feat. Ertan Husoski) (live @ Locarno)
19. Resto qui
20. Rainbow (feat. François Le Roi)
21. Scegli la meta (feat. DaniBoy)